# بلیندا رایت (بازیکن سافتبال)
بلیندا رایت (انگلیسی: Belinda Wright; ۱۶ سپتامبر ۱۹۸۰ – ) بازیکن سافت‌بال اهل استرالیا بود.
وی در مسابقات کشوری و بین‌المللی در مجموع برندهٔ ۱ مدال برنز شده‌است.